# Goodwill Games 1986/Rudern
Im Rahmen der Goodwill Games 1986 in Moskau wurden elf Wettbewerbe im Rudern ausgetragen, fünf für Männer und sechs für Frauen. Bei allen Rennen gab es nur zwei Teilnehmer, einen aus dem Gastgeberland Sowjetunion und einen aus den Vereinigten Staaten. Die Sowjetunion gewann neun der elf Duelle, die USA war nur im Achter der Männer und im Leichtgewichts-Einer der Frauen erfolgreich.

## Ergebnisse

### Männer

#### Einer
| Platz | Athlet           | Land               | Zeit (min) |
| ----- | ---------------- | ------------------ | ---------- |
| 1     | Wassili Jakuscha | Sowjetunion        | 7:05,63    |
| 2     | Gregory Springer | Vereinigte Staaten | 7:15,68    |

#### Leichtgewichts-Einer
| Platz | Athlet              | Land               | Zeit (min) |
| ----- | ------------------- | ------------------ | ---------- |
| 1     | Wladimir Mitjuschow | Sowjetunion        | 7:19,30    |
| 2     | Brian Benz          | Vereinigte Staaten | 7:28,39    |

#### Zweier ohne Steuermann
| Platz | Land               | Athleten                     | Zeit (min) |
| ----- | ------------------ | ---------------------------- | ---------- |
| 1     | Sowjetunion        | Juri Pimenow Nikolai Pimenow | 6:35,07    |
| 2     | Vereinigte Staaten | Michael Teti John Strotbeck  | 6:37,31    |

#### Vierer mit Steuermann
| Platz | Land               | Athleten                                                                       | Zeit (min) |
| ----- | ------------------ | ------------------------------------------------------------------------------ | ---------- |
| 1     | Sowjetunion        | Ivan Vysotsky Sigitas Kučinskas Wladimir Romanischin Igor Sotow Michail Sassow | 6:04,83    |
| 2     | Vereinigte Staaten | Douglas Burden Jon Smith Kurt Bausback Chris Huntington Mark Zembsch           | 6:07,45    |

#### Achter
| Platz | Land               | Athleten | Zeit (min) |
| ----- | ------------------ | --- | ---------- |
| 1     | Vereinigte Staaten | Jonathan Kissick John Terwilliger Thomas Kiefer Kevin Still Jonathan Fish Chris Penny David Krmpotich Edward Ives Andrew Sudduth                     | 5:36,98    |
| 2     | Sowjetunion        | Mykola Komarow Wiktor Omeljanowytsch Wiktor Diduk Gennadi Krjutschkin Hryhorij Dmytrenko Weniamin But Jonas Narmontas Pawlo Hurkowskyj Jonas Pinskus | 5:41,22    |

### Frauen

#### Einer
| Platz | Athlet              | Land               | Zeit (min) |
| ----- | ------------------- | ------------------ | ---------- |
| 1     | Antonina Dumtschewa | Sowjetunion        | 7:33,33    |
| 2     | Anne Marden         | Vereinigte Staaten | 7:55,95    |

#### Leichtgewichts-Einer
| Platz | Athlet           | Land               | Zeit (min) |
| ----- | ---------------- | ------------------ | ---------- |
| 1     | Angela Herron    | Vereinigte Staaten | 7:53,05    |
| 2     | Tatyana Mironova | Sowjetunion        | 7:59,15    |

#### Zweier ohne Steuerfrau
| Platz | Land               | Athleten                       | Zeit (min) |
| ----- | ------------------ | ------------------------------ | ---------- |
| 1     | Sowjetunion        | Marina Pegowa Galina Stepanowa | 7:25,76    |
| 2     | Vereinigte Staaten | Pamela Knapp Jennifer Scott    | 7:36,26    |

#### Vierer mit Steuerfrau
| Platz | Land               | Athleten                                                                    | Zeit (min) |
| ----- | ------------------ | --------------------------------------------------------------------------- | ---------- |
| 1     | Sowjetunion        | Sarmīte Stone Inga Kryuchkina Laima Daneikaite Nadeschda Sugako Galina Ruda | 6:52,47    |
| 2     | Vereinigte Staaten | Margaret Mallery Alison Townley Mara Keggi Abby Peck Kim Santiago           | 6:54,98    |

#### Vierer ohne Steuerfrau
| Platz | Land               | Athleten                                                           | Zeit (min) |
| ----- | ------------------ | ------------------------------------------------------------------ | ---------- |
| 1     | Sowjetunion        | Irina Klyshevskaya Stella Melnichuk Marina Schukowa Switlana Masij | 6:25,60    |
| 2     | Vereinigte Staaten | Ann Strayer Jennifer Marshall Beth Holasak Evelyn Harmann          | 6:32,49    |

#### Achter
| Platz | Land               | Athleten | Zeit (min) |
| ----- | ------------------ | --- | ---------- |
| 1     | Sowjetunion        | Marina Suprun Olena Puchajewa Irina Teterina Wida Zjesjunaite Waljanzina Chochlawa Sarija Sakirowa Marina Snak Lidija Awerjanowa Olena Teroschyna | 6:18,61    |
| 2     | Vereinigte Staaten | Sara Nevin Jennifer Scott Alison Townley Abby Peck Kim Santiago Pamela Knapp Nancy Barnett Margaret Mallery Mara Keggi                            | 6:33,67    |

## Medaillenspiegel
| Platz | Mannschaft         | Goldmedaillen | Silbermedaillen | Gesamt |
| ----- | ------------------ | ------------- | --------------- | ------ |
| 1     | Sowjetunion        | 9             | 2               | 11     |
| 2     | Vereinigte Staaten | 2             | 9               | 11     |
| Summe | Summe              | 11            | 11              | 22     |